# Rusa III

Rusa III  fue un rey de Urartu. Fue llamado “Hijo de Erimena,” y, probablemente, era hermano de Rusa II. No se sabe mucho de su reinado; su nombre fue inscrito sobre un enorme granero en Armavir, y sobre una serie de escudos de bronce del templo de Khaldi hallado en Rusahinili, hoy en el Museo Británico. De acuerdo con el historiador armenio, Moisés de Corene, el padre de Rusa, Erimena, fue, muy probablemente, Paruyr Skayordi, quien ayudó al rey medo, Ciáxares a conquistar Asiria, por lo que este le reconoció como rey de Armenia, algo que los medos incumplieron más tarde, ya que bajo el reinado de Astiages, los medos conquistaron y anexionaron Armenia.